# Nisekoi
Nisekoi (яп. ニセコイ Нисэкои, рус. «Фальшивая любовь») — японская романтическая манга, автором и иллюстратором которой является Наоси Коми. Изначально была выпущена в качестве ваншота в журнале Jump NEXT!, позже стала серийно выпускаться в журнале Weekly Shōnen Jump. В декабре 2011 года издательство Shueisha опубликовала первую главу манги на английском языке.
14 ноября 2012 года заместителем директора Shonen Manga на Twitter было объявлено, что манга с 26 ноября 2012 года будет выпускаться в английской антологии Weekly Shonen Jump Alpha. Тома манги также будут выпускаться на английском языке компанией Viz Media. Первый том манги выйдет 7 января 2014 года, последующие тома будут выпускаться с отрывком в 2 месяца.
В мае 2013 года было объявлено о предстоящем выпуске аниме-адаптации по мотивам манги Nisekoi. Режиссёром аниме выступил Акиюки Симбо, разработками занималась студия Shaft. Трансляция началась 11 января 2014 года. 
Манга закончилась в августе 2016, всего было выпущено 24 тома.

## Сюжет
Сюжет разворачивается вокруг студента средней школы — Раку Итидзё, сына главаря якудза Сюэй-Гуми и Титогэ Кирисаки, дочки босса вражеского синдиката, известного как Пчеловоды. Они случайно сталкиваются, и Раку теряет кулон, подаренной ему давней возлюбленной. Титогэ помогает ему найти кулон, в дальнейшем они знакомятся ближе. Они узнают, что являются детьми боссов враждующих мафиозных кланов, и их семьи решили сделать их парой, надеясь, что таким образом сумеют прекратить вражду между кланами. Однако притворяться любовниками оказывается не так просто, потому что Раку и Титогэ не выносят друг друга, к тому же, Раку влюблён в одноклассницу Косаки Онодэру. Также ситуацию усложняют различные глупые происшествия, личный телохранитель Титогэ — женщина-киллер Цугуми, и одноклассница Марика, которая объявила себя невестой Раку.

## Список персонажей
Раку Итидзё (яп. 一条 楽 Итидзё: Раку) — главный герой и сын лидера якудзы. Не желает наследовать пост отца и хочет сам себе устроить карьеру. Находится в поддельных отношениях с Титогэ с целью примирения их кланов. Это создаёт массу новых проблем для парня, который сам влюблён в Косаки Онодэру. Хотя он поначалу ненавидит Титогэ, сам по характеру очень добрый, заботливый и готов всегда помочь Титогэ. По мере развития сюжета, он постепенно начинает сближаться с Титогэ и даже заявил, что больше не ненавидит её, так как привык к девушке. При этом у парня начинают просыпаться любовные чувства.
Сэйю: Коки Утияма
Титогэ Кирисаки (яп. 桐崎 千棘 Кирисаки Титогэ) — главная героиня и дочь лидера гангстеров Улей. Наполовину японка, приехала из Америки и переводится учиться в тот же класс, что и Раку. Очень хороша в учёбе и спорте, но не умеет готовить. Притворяется девушкой Раку, хотя на дух его не переносит. По мере развития сюжета, не подозревая того, начинает развивать чувства к Раку и ревновать, когда рядом с парнем находятся другие девушки. В школе, во время постановки «Ромео и Джульетта» осознаёт, что влюбилась в него. Мать Титогэ — Хана утверждает, что Титогэ носит красный бант на голове, потому что Раку 10 лет назад похвалил её бант из её книги.
Сэйю: Нао Тояма
Косаки Онодэра (яп. 小野寺 小咲 Онодэра Косаки) — добрая и милая одноклассница Раку. Несмотря на то, что Раку влюблён в неё, она не показывает ему взаимные чувства. Работает с матерью в десертном магазине, готовит очень плохо, но при этом со стороны её еда кажется хорошей. Пытается научиться плавать. Любит Раку.
Сэйю: Кана Ханадзава
Сю Маико (яп. 舞子 集 Маико Сю:) — лучший друг Раку, добрый человек. Очень любит посмеяться и для этого часто прибегает к пикантным шуткам. Очень проницательный и сразу понял, что в отношениях между Раку и Титогэ есть что-то не ладное, и Цугуми влюблена в Раку, так для себя он нередко извлекает выгоды в подобной ситуации. Позже начинает питать чувства к классной руководительнице Кёко.
Сэйю: Юки Кадзи
Клод (яп. クロード Куро:до) — один из лидеров гангстеров Улья, и немногих персонажей, который знает о том, что отношения между Раку и Титогэ поддельны. Из-за пристального внимания к маленькой Титогэ, у девочки не было друзей.
Сэйю: Такэхито Коясу
Рури Миямото (яп. 宮本 るり Миямото Рури) — лучшая подруга Косаки, не боится высказывать свои мысли вслух и ведёт себя агрессивно, склонна наказывать людей, особенно Сю. Старается помочь Косаки сблизиться с Раку, прибегая к радикальным методам. Регулярно избивает Сю за его пикантные шутки.
Сэйю: Юми Утияма
Сэйсиро Цугуми (яп. 鶫 誠士郎 Цугуми Сэйсиро:) — личный телохранитель, которая была воспитана, как гангстер Клодом и переодевается в костюм парня, чтобы защищать Титогэ от Раку. Наблюдая за парнем, она проникается к нему любовными чувствами. В Америке работает под псевдонимом «Черный тигр». Очень хороша в учёбе.
Сэйю: Микако Комацу
Марика Татибана (яп. 橘 万里花 Татибана Марика) — одноклассница Раку, объявившая себя его будущей невестой. Носит при себе ключ, и уверена, что он разблокирует кулон Раку. Является дочерью начальника полиции и влюблена в Раку уже 10 лет. Ненавидит Титогэ, утверждая, что не любит девушек с длинными волосами (у самой длинные). Склонна говорить грубым языком, но по просьбе Раку начала себя сдерживать, однако всё равно в припадке ярости возвращается к своей старой привычке.
Сэйю: Кана Асуми
Паула Маккой  (яп. ポーラ・マッコイ По:ра Маккои) — является убийцей из Улья, которая обучалась в Америке; её псевдоним «Белый Клык». Она коллега Цугуми, хотя считает её своей соперницей, так как она всегда была первая во многих миссиях. Она расстроена, что Цугуми стала мягкой после приезда в Японию. Когда она проигрывает Цугуми матч, где целью является, поцеловать Раку, сдается и уезжает обратно в Америку. Позже она возвращается в Японию как ученица в школе, где учится Сэйсиро. Увидев, что Цугуми становится застенчивой и смущенной, когда возле неё Раку, она пытается их застать в разных романтических ситуациях. Она в конечном счете открывает возможность дружить с людьми, после разговора с Хару Онодэрой
Сэйю: Минами Нумакура
Хару Онодэра (яп. 小野寺 春 Онодэра Хару) — младшая сестра Косаки. По дороге в школу она встречает хулиганов, но её спасает загадочный принц (на самом деле Раку). Она считает, что Раку — бабник, который пытается обмануть её сестру, опасным якудзой и извращенцем. Позже все-таки теплеет к Раку и влюбляется в него, но пытается помочь своей сестре сблизится с Раку.
Сэйю: Аянэ Сакура
Юи Канакура (яп. 奏倉 羽 Канакура Юи) — подруга детства Раку и руководитель чар-Шу мафии. Она возвращается в Японию, проведя несколько лет за границей. Она также знает Титоги, Косаки и Марику, и как у них, имеет ключ, который, возможно, может открыть медальон Раку. Хотя она всего на два года старше его, она становится учителем английского языка в школе Раку. Она также имеет романтические чувства к нему, хотя он относится к ней как старшей сестре.
Сэйю: Юи Хориэ

## Саундтрек
Опенинг 1 — Click, исполняет японский поп-дуэт ClariS. (выступает как эндинг в 1 серии). С 2 по 14 серию.
Опенинг 2 — Step, исполняет японский поп-дуэт ClariS. (выступает как эндинг в 14 серии). С 15 серии.
Эндинг 1 — Heart Pattern, исполняет Нао Тояма. Со 2 по 7 серию.
Эндинг 2 — Recover Decoration, исполняет Кана Ханадзава. 8 серия и с 10 по 13 серии.
Эндинг 3 — Trick Box, исполняет Микако Комацу. 15 и 17 серии.
Эндинг 4 — Hanagonomi, исполняет Кана Асуми. 18 и 19 серии.
Эндинг 5 — Souzou Diary, исполняют Нао Тояма, Кана Ханадзава, Микако Комацу, Кана Асуми. 20 серия.